# バリー (2016年の映画)
『バリー』（原題:Barry）は2016年に配信されたアメリカ合衆国のドラマ映画である。監督はヴィクラム・ガンディ、主演はデヴォン・テレルが務めた。

## ストーリー
1981年、バラク・オバマ（バリー）はコロンビア大学の3年生に編入学した。意気揚々とニューヨークにやって来たバリーだったが、ルームメイトになる予定のウィルと連絡が取れないというハプニングに見舞われた。そのため、バリーは公園で夜を明かすことになった。翌日、バリーは知人のサリームに連絡を取り、彼のアパートでしばらく暮らすことにした。しばらくして、バリーはようやくウィルと連絡を取ることができ、彼とのルームシェアを始めることになった。政治学の講義で、バリーはシャーロットという名前の女性に出会った。授業がない時間、バリーは専らバスケットボールに興じていた。その姿を見た大学院生のPJはバリーを「透明人間」と評した。
ある日の夜、バリーはウィルと一緒にパーティーに参加したところ、シャーロットと顔を合わせることになった。バリーはシャーロットをクラブへと誘い出し、意気投合した2人はそのまま交際することになった。翌日、バリーとシャーロットはテレビの政治討論番組を見ていた。視聴中、バリーは「自分は政治に関心がない。芸術の方が好きだ」と語ったところ、シャーロットから「国家や政治に関心を持つのは市民の義務である」と諭された。2人はどんどん親密になっていったが、バリーはニューヨークに黒人である自分の居場所があるのだろうかと悩み続けていた。
そうこうしているうちに、感謝祭のシーズンが到来した。シャーロットの懇願もあって、バリーは彼女の両親に会うことになった。その後、ハーレムを訪れたバリーは同地の黒人とニューヨークの黒人の相違を痛感した。バリーはそのときに受けた衝撃を文章にしようとしたが、どうにも言語化することができなかった。サリームのアパートを訪ねたバリーとシャーロットは仰天することになった。そこにバリーの母親であるアン・ダナムがいたからである。バリーが自分について全く語ろうとしないのを不満に思っていたシャーロットは、ここぞとばかりにアンを質問攻めにした。その夜、バリーはアンに居場所に関する悩みを打ち明けたが、モヤモヤ感が消失することはなかった。
翌日、バリーはシャーロットの両親（キャシーとビル）と会食した。バリーは2人に自分の幼少期の話を語って聞かせたが、シャーロットは「それを何故今まで自分に話してくれなかったのか」と内心苛立っていた。帰宅の途についた2人だったが、近所住民の一人がバリーに掴みかかってきた。彼曰く、バリーは「エリート様」であって、そんな人間が下町に顔を出すべきではないのだという。翌朝、バリーとシャーロットが近所を散歩していると、人々の好奇の眼差しが向けられた。黒人男性と白人女性が一緒に歩いているのが珍しかったのである。昼食中、その違和感をバリーが口にしたところ、2人はそのまま口論になってしまった。
バリーの苦悩は深まるばかりであったが、ある1組の夫婦との出会いが決定的な変化をもたらすことになった。

## キャスト
※括弧内は日本語吹替
- デヴォン・テレル - バラク・オバマ（バリー）（花輪英司[3]）
- アニャ・テイラー＝ジョイ - シャーロット・ボーマン（志田有彩[3]）
- ジェイソン・ミッチェル - PJ（金光宣明[3]）
- エラー・コルトレーン - ウィル（中川慶一）
- アシュレイ・ジャッド - アン・ダナム（新田万紀子）
- ジェナ・エルフマン - キャシー・ボーマン（三沢明美）
- アビ・ナッシュ - サリーム（阪口周平）
- ジョン・ベンジャミン・ヒッキー - グレイ教授（山本兼平）
- ライナス・ローチ - ビル・ボーマン（金尾哲夫）
- ダニー・ホック - エディ
- ソーヤー・ピアース - チャド（小林親弘）
- ロバート・G・マッケイ - ジェームズ・ボッグス
- マリオン・コダマ・ユエ - グレース・リー・ボッグス
- エリック・ベリーマン - アリ（木内太郎）
- ラルフ・ロドリゲス - アンドレ（真木駿一）

日本語版スタッフ：演出：横田知加子、翻訳：池田美和子、録音・調整：都築寿文、日本語版制作：BTI Studios／グロービジョン

## 製作
2016年3月1日、デヴォン・テレルとアニャ・テイラー＝ジョイの出演が決まったとの報道があった。14日、エラー・コルトレーンとジェイソン・ミッチェルがキャスト入りしたと報じられた。4月5日、ファムケ・ヤンセンが本作に出演すると報じられたが、彼女は結局出演しなかった。

## 公開
2016年9月10日、本作は第41回トロント国際映画祭でプレミア上映された。17日、Netflixが本作の配信権を購入したと発表した。

## 評価
本作は批評家から好意的に評価されている。映画批評集積サイトのRotten Tomatoesには45件のレビューがあり、批評家支持率は80%、平均点は10点満点で6.9点となっている。サイト側による批評家の見解の要約は「『バリー』は後の大統領の学生時代を垣間見せてくれる。欠点はあるものの、同作が描き出すアメリカ史の一側面は観客の心に響くものである。」となっている。また、Metacriticには17件のレビューがあり、加重平均値は72/100となっている。